# Rupert I. zu Castell
Rupert I. Graf und Herr zu Castell († um 1223) war von 1190 bis zu seinem Tod erster Herrscher der Grafschaft Castell. Ab dem Jahr 1205 hatte er den Titel „comes“ (lat. Graf) inne.

## Vorgeschichte
Erstmals überliefert ist der Name „Castell“ im Jahr 816, als eine Stiftungsurkunde des Grafen Megingaud aus der Familie der Mattonen für ein Kloster die Burg am Hang des Steigerwaldes erwähnt. Für etwa dreihundert Jahre läuft die Geschichte der Burg und ihrer Besitzer ohne die Kenntnis der Quellen ab. Unklar ist, wer in der darauffolgenden Zeit hier saß. Erst am Ende des 11. Jahrhunderts wird wiederum ein Edelfreier auf der Burg erwähnt.
In der Folgezeit wird die Familie zu Castell wieder häufiger in Quellen genannt. Sie sind allerdings nur als Zeugen auf einigen Diplomen vermerkt. Für 1115 sind Vogteirechte im Aischgrund fassbar, im Jahr 1134 erhielten sie die Vogtei über das Zisterzienserkloster Ebrach. Erstmals in Verbindung mit der Vogtei von Münsterschwarzach wurden die Grafen im Jahr 1148 gebracht.

## Leben
Die Familie, aus der Graf Rupert entstammt, ist in den Quellen nicht überliefert. Als Herren auf Burg Castell sind seit dem 11. Jahrhundert mehrere Edelfreie mit dem Namen Rupert überliefert. Die Verwandtschaftsbeziehungen sind jedoch unklar. Zählt man die Vorgänger des ersten Casteller Grafen mit, so muss man Rupert als Rupert IV. bezeichnen. Die Erstnennung erfolgte im Jahr 1190.
Das Herrschaftsgebiet des Ministerialen Rupert setzte sich aus höchst unterschiedlichen Elementen zusammen. Teilweise in Eigenbesitz, sammelte er auch einige Vogteien und einzelne Güter, die sich vom Main bis in den Steigerwald erstreckten. Für das Jahr 1200 ist die Vogtei über das wichtige Kloster Münsterschwarzach überliefert. Gleichzeitig wird Rupert und seine Familie als „domini terrae“ (lat. Grundherren) genannt.
Das Jahr 1205 stellt einen Wendepunkt in der Geschichte der Herrschaft Castell dar. Fortan nannte sich Rupert Graf zu Castell und unterstrich damit die gewonnene Souveränität seines Territoriums. Für das Jahr 1220 ist ein Angriff auf Neuenburg und auf einige Güter im Ehegau überliefert. Rupert scheiterte mit diesem Vorstoß gegen die immer mächtiger werdenden Bischöfe von Würzburg. Rupert I. zu Castell starb um das Jahr 1223.

## Nachkommen
Die Ehen des Grafen Rupert I. sind in den Quellen nicht überliefert. Ebenso liegt die Zahl der Kinder im Unklaren, lediglich der Thronfolger Rupert II. und einige weitere Söhne finden Erwähnung.
- Ludwig († 1228)
- Rupert († um 1234)
- Markward († um 1254)